# Herthania concinna
Herthania concinna is een keversoort uit de familie moerasweekschilden (Scirtidae). De wetenschappelijke naam van de soort werd in 1853 gepubliceerd door John Lawrence LeConte.